# Hyundai Stellar
Hyundai Stellar — среднеразмерный заднеприводный автомобиль, производившийся с июля 1983 по 1992 год Hyundai. Модель базировалась на платформе от Форд Ко́ртины Mk V и получила дизайн авторства знаменитого Джорджетто Джуджаро.
На внутреннем корейском рынке это был первый автомобиль, продававшийся под именем Sonata. Stellar не поставлялся на рынок США из-за строгих норм выбросов, хотя продавался в соседней Канаде, также экспортировался в ряд других стран. Stellar был заменен в Канаде на Hyundai Sonata в 1992 году. На южнокорейском рынке его преемником стала Hyundai Avante.

## Оборудование
Двигатель и трансмиссия использовались по лицензии от Mitsubishi Motors. На автомобиль ставили 4-цилиндровые 1,4- и 1,6-литровые двигатели до 1986 (похожие с двигателем Hyundai Pony, но с использованием 5-ступенчатой KM119 механики или 3-ступенчатого Borg-Warner 03-55L автомата) и 2,0-литровый агрегат с 1987 года. Комплектации включали базовый L, GL/CL и GSL/CXL. GSL/CXL включали электроподъёмники, -блокировку и -зеркала, электропривод топливной крышки и багажника, премиальную аудиосистему, полный комплект приборов (спидометр, тахометр, топливо, температура воды, напряжение и давление масла) и кондиционер. Это был довольно большой список дополнительного оборудования для автомобиля того года. В 1987 Stellar II (Или Stellar 2.0 в Канаде) был обновлён. Изменения включали 2-путевой каталитический конвертер, новую комбинацию приборов, большой 2-литровый Mitsubishi 4G63 с карбюратором с обратной связью, генератор повышенной мощности и изменённые задние фонари. Передняя подвеска на двойных поперечных рычагах была изменена на стойки Макферсона, вместе с большими тормозными суппортами и карданным валом из двух частей. Stellar имел несколько опциональных видов колёс из алюминиевого сплава и оборудовался стандартными всесезонными шинами Michelin (в Канаде). Также в том году была добавлена 4-ступенчатая автоматическая коробка передач Borg Warner 03-71 с овердрайвом.
- Размер колёс: 13 x 4.5 или 13 x 5.5 дюймов
- Тип рулевого управления: Реечное
- Передние тормоза: Дисковые
- Задние тормоза: Барабанные

## Комплектации
- Prima (1983~1986)
- TX (1983~1993)
- FX (1983~1986)
- GX (1987~1992)
- GSL (1983~1986)
- SL (1983~1986)
- CXL (Ограниченный экспорт в Канаду, 1984~1988)
- Apex (1987~1991)
- GXL (1987~1991)